# Сьонен-ай

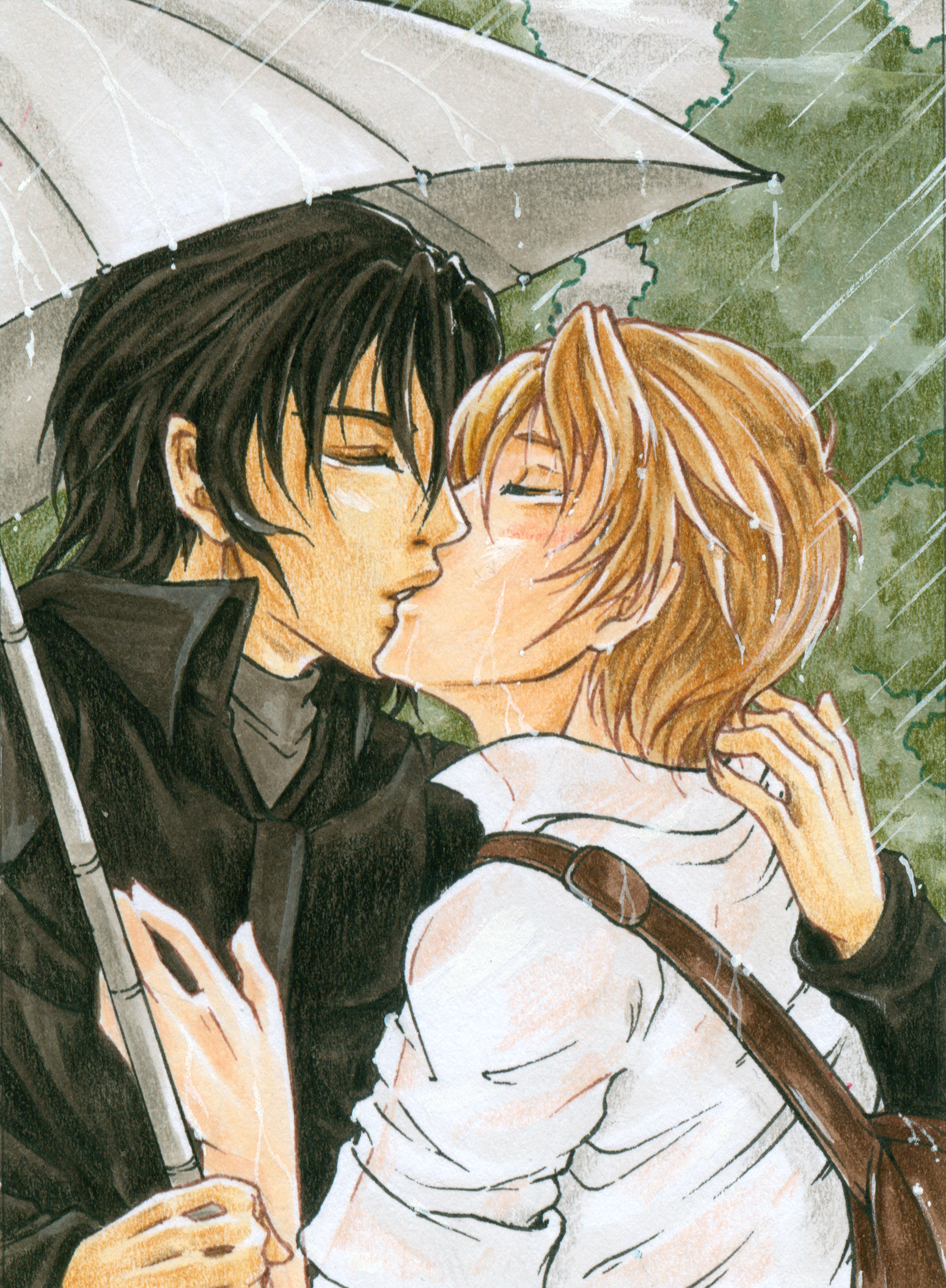
Приклад ілюстрації з сьонен-ай

Сьонен-ай (яп. ボーイズラブ «юнацька любов») — жанр аніме або манґи, присвячений любові між хлопцями, піджанр яою. По суті, це жанр, що зображає романтичні, але не сексуальні відносини між хлопцями або молодими чоловіками. Жанр як такий зародився в 1970-х роках. Одним з перших аніме цього жанру можна назвати «Kaze to Ki no Uta».
Сьонен-ай зазвичай менш сексуально підкреслений, аніж яой, і персонажі в цьому жанрі також молодші. Сьонен-ай дуже популярний в Японії, особливо серед школярок і домогосподарок. У інших країнах цей жанр має свою значну аудиторію серед гетеросексуальних жінок у віці від 18 до 24 років і чоловіків.
Термін сьонен-ай вже практично не використовується в Японії, його замінив термін «Boys Love». Більшість читачів манґи — це молоді жінки. Сьонен-ай зазвичай малюється жінками і призначено для жіночої аудиторії.
Багато читачів співпереживають персонажам і розвитку їх гомосексуальних відносин, спостерігаючи за тим, як різні люди поводяться в різних ситуаціях. Манґи в жанрі сьонен-ай відрізняються від сьотакон-манґи, призначеної для чоловіків-гомосексуалів, оскільки вони розкривають стосунки неповнолітніх підлітків, не дуже концентруючись на їх сексуальній стороні.

## Приклади жанру сьонен-ай
- Demon Diary
- Doukyuusei
- Earthian
- Eerie Queerie!
- Eroica Yori Ai wo Komette
- Gakuen Heaven
- Gravitation
- Junjou Romantica
- Kaze to Ki no Uta (яп. 風と木の詩, Пісня вітра і дерев)
- Kyo Kara Maoh! (Віднині Мао — король демонів!)
- Lawful Drug
- Loveless
- Monochrome Factor
- Off*beat
- Seikimatsu Darling (яп. 世紀末 ダーリン, Вік скінчився, милий)
- Sekai-ichi Hatsukoi
- Suki na Mono wa Suki Dakara Shouganai!!
- Tokyo Babylon
- Yami no Matsuei

## Твори, що містять елементи сьонен-ай
- Neon Genesis Evangelion
- Кров винуватої собаки
- Patalliro!
- Switch
- X
- Wish
- Shinsekai Yori
- K (аніме)
- Future Diary
- Black Butler
- Uragiri wa Boku no Namae o Shitteiru
- Hetalia: Axis Powers
- No. 6
- Koy Kara Mao